# Шевце (Люблінське воєводство)
Шевце (пол. Szewce) — село в Польщі, у гміні Янів-Любельський Янівського повіту Люблінського воєводства.
Населення — 58 осіб (2011).
У 1975-1998 роках село належало до Тарнобжезького воєводства.

## Демографія
Демографічна структура станом на 31 березня 2011 року:
|          | Загалом | Допрацездатний вік | Працездатний вік | Постпрацездатний вік |
| -------- | ------- | ------------------ | ---------------- | -------------------- |
| Чоловіки | 32      | 4                  | 25               | 3                    |
| Жінки    | 26      | 2                  | 17               | 7                    |
| Разом    | 58      | 6                  | 42               | 10                   |